# The Remix
The Remix to kompilacja remiksów amerykańskiej piosenkarki Lady Gagi wydana 3 marca 2010 roku w Japonii. Album zawiera miks piosenek z The Fame i The Fame Monster. Zmieniona wersja została przygotowana w celu dopuszczenia do sprzedaży w innych krajach została wydana 3 maja tego samego roku. Remiksy przygotowali m.in. Pet Shop Boys, Passion Pit i The Sound of Arrows.
Album otrzymał pozytywne recenzje. Kompilacja osiągnęła szczyt w Grecji oraz miejsce w pierwszej dziesiątce w Belgii (Flandria i Walonia), Kanadzie, Irlandii, Japonii i w Wielkiej Brytanii. Ponadto zyskał status złotej płyty w Japonii.
Kompilacja zawiera tę samą okładkę we wszystkich regionach oprócz Wielkiej Brytanii. Na wyspach okładka ukazuje Gagę na różowym tle.

## Tło
15 kwietnia 2010 r. The Guardian doniósł, że wielu artystów przyczyniło się do opracowania, w tym Pet Shop Boys, Passion Pit i Marilyn Manson, kompilacji zatytułowanej The Remix. Album został wydany w Japonii 3 marca 2010 roku, zawierający szesnaście remiksów piosenek Gagi. Poprawiona wersja składająca się z siedemnastu remiksów została wydana 3 maja 2010. Funkcji Manson z Chew Fu zremiksował „LoveGame” Passion Pit „Telephone”, a Pet Shop Boys „Eh, Eh (Nothing Else I Can Say)”. Artyści remiksujący utwory to Alphabeat, Frankmusik, Stuart Price i Monarchy and Robots to Mars. Album został wydany w Wielkiej Brytanii 10 maja 2010 roku i zawiera inną okładkę niż pozostałe państwa Europy.

## Sukces komercyjny
Po wydaniu album zadebiutował na pozycji dziewiątej na Oricon Album Charts w Japonii. 17 maja 2010 roku kompilacja na tej samej liście znalazła się na miejscu siódmym. Na Recording Industry Association of Japan (RIAJ) album zyskał status złotej płyty ze sprzedażą 100.000 kopii. The Remix zadebiutował z taką samą liczbą sprzedanych płyt także w Australii, Belgii (Walonii i Flandrii), Holandii i Nowej Zelandii. 22 maja 2010 roku album zadebiutował na 5# Canadian Hot 100. Na UK Albums Charts remiks znalazł się na pozycji trzeciej 16 maja 2010 roku, a na European Top 100 Albums na miejscu siódmym.

## Lista utworów
Wydanie japońskie
| Nr  | Tytuł utworu                                                                      | Długość |
| --- | --------------------------------------------------------------------------------- | ------- |
| 1.  | „Just Dance” (Space Cowboy remix; z udziałem Colby'ego O'Donisa)                  | 5:04    |
| 2.  | „Just Dance” (RedOne remix, z udziałem Colby'ego O'Donisa i Kardinala Offishalla) | 4:18    |
| 3.  | „Poker Face” (Space Cowboy remix)                                                 | 4:54    |
| 4.  | „Poker Face” (LLG vs. GLG radio mix remix)                                        | 4:02    |
| 5.  | „Eh, Eh (Nothing Else I Can Say)” (electric piano and human beat box version)     | 3:08    |
| 6.  | „Eh, Eh (Nothing Else I Can Say)” (Pet Shop Boys remix)                           | 2:49    |
| 7.  | „LoveGame” (Space Cowboy remix)                                                   | 3:21    |
| 8.  | „LoveGame” (Chew Fu Ghettohouse fix; z udziałem Marylina Mansona)                 | 5:20    |
| 9.  | „Paparazzi” (Yuksek remix)                                                        | 4:54    |
| 10. | „Paparazzi” (Stuart Price remix)                                                  | 3:19    |
| 11. | „Bad Romance” (Skrillex radio remix)                                              | 4:24    |
| 12. | „Bad Romance” (Starsmith remix)                                                   | 4:56    |
| 13. | „Bad Romance” (Kaskade main remix)                                                | 4:22    |
| 14. | „Telephone” (Alphabeat remix; z udziałem Beyoncé)                                 | 4:48    |
| 15. | „Telephone” (Passion Pit remix; z udziałem Beyoncé)                               | 5:12    |
| 16. | „Telephone” (Crookers vocal remix; z udziałem Beyoncé)                            | 3:51    |
|     |                                                                                   | 1:08:42 |

Wydanie zmienione
| Nr  | Tytuł utworu                                                                   | Długość |
| --- | ------------------------------------------------------------------------------ | ------- |
| 1.  | „Just Dance” (Richard Vission remix; z udziałem Colby'ego O'Donisa)            | 6:13    |
| 2.  | „Poker Face” (LLG vs. GLG radio mix remix)                                     | 4:02    |
| 3.  | „LoveGame” (Chew Fu Ghettohouse fix; z udziałem Marylina Mansona)              | 5:20    |
| 4.  | „Eh, Eh (Nothing Else I Can Say)” (Frankmusik „Cut Snare Edit” remix)          | 3:48    |
| 5.  | „Paparazzi” (Stuart Price remix)                                               | 3:19    |
| 6.  | „Boys Boys Boys” (Manhattan Clique remix)                                      | 6:35    |
| 7.  | „The Fame” (Glam as You remix)                                                 | 3:57    |
| 8.  | „Bad Romance” (Starsmith remix)                                                | 4:56    |
| 9.  | „Telephone” (Passion Pit remix; z udziałem Beyoncé)                            | 5:12    |
| 10. | „Alejandro” (The Sound of Arrows remix)                                        | 3:57    |
| 11. | „Dance in the Dark” (Monarchy ‚Stylites’ Remix)                                | 6:09    |
| 12. | „Just Dance” (Deewaan remix; z udziałem Ash Kinga, Wedisa, Lush i Young Thoro) | 4:16    |
| 13. | „LoveGame” (Robots to Mars remix)                                              | 3:12    |
| 14. | „Eh, Eh (Nothing Else I Can Say)” (Pet Shop Boys remix)                        | 2:49    |
| 15. | „Poker Face” (live at The Cherrytree House; piano & voice version)             | 3:38    |
| 16. | „Bad Romance” (Grum remix)                                                     | 4:53    |
| 17. | „Telephone” (Alphabeat remix; z udziałem Beyoncé)                              | 4:48    |
|     |                                                                                | 1:17:04 |

## Notowania i certyfikacje

### Notowania
| Chart (2010)                    | Peak position |
| ------------------------------- | ------------- |
| Australian Albums Chart         | 12            |
| Belgium Albums Chart (Flandria) | 3             |
| Belgium Albums Chart (Walonia)  | 6             |
| Canadian Albums Chart           | 5             |
| Czech Albums Chart              | 7             |
| Dutch Albums Chart              | 36            |
| European Top 100 Albums         | 7             |
| Finnish Albums Chart            | 17            |
| Greek Albums Chart              | 1             |
| Hungarian Albums Chart          | 31            |
| Irish Albums Chart              | 10            |
| Italian Albums Chart            | 22            |
| Japanese Albums Chart           | 7             |
| Mexican Albums Chart            | 5             |
| New Zealand Albums Chart        | 9             |
| Polish Music Charts             | 13            |
| Russian Albums Chart            | 11            |
| Spanish Albums Chart            | 15            |
| Swedish Albums Chart            | 40            |
| UK Albums Chart                 | 3             |

| Państwo | Status |
| ------- | ------ |
| Japonia | Złoto  |

## Historia wydania
| Państwo         | Data             | Format               | Wytwórnia          |
| --------------- | ---------------- | -------------------- | ------------------ |
| Japonia         | 3 marca 2010     | CD, digital download | Universal Music    |
| Meksyk          | 27 kwietnia 2010 | CD, digital download | Universal Music    |
| Meksyk          | 4 maja 2010      | CD, digital download | Universal Music    |
| Australia       | 30 kwietnia 2010 | CD, digital download | Universal Music    |
| Polska          | 30 kwietnia 2010 | CD, digital download | Universal Music    |
| Kanada          | 4 maja 2010      | CD, digital download | Universal Music    |
| Kolumbia        | 4 maja 2010      | CD, digital download | Interscope Records |
| Włochy          | 4 maja 2010      | CD, digital download | Universal Music    |
| Brazylia        | 4 maja 2010      | CD, digital download | Universal Music    |
| Niemcy          | 7 maja 2010      | CD, digital download | Universal Music    |
| Wielka Brytania | 10 maja 2010     | CD, digital download | Polydor            |